# Петербургский трамвайно-механический завод
Петербу́ргский трамва́йно-механи́ческий заво́д (ПТМЗ) — бывшее предприятие по производству трамваев, располагавшееся в Санкт-Петербурге. Единственный завод в СССР, для которого трамваестроение было основным профилем.
На протяжении нескольких десятилетий (с 1934 до 1981 года) являлся единственным поставщиком подвижного состава для трамвайной системы Ленинграда/Санкт-Петербурга.
С 2012 ОАО «ПТМЗ» и ЗАО «Вагонмаш», принадлежащие группе компаний «Дедал-Вагоны», испытывали финансовые трудности, производство было практически остановлено, в результате в 2013 году оба завода признаны банкротами.
Последние два трамвайных вагона 71-153 были построены и отправлены в Мариуполь в октябре 2012 года.

## История

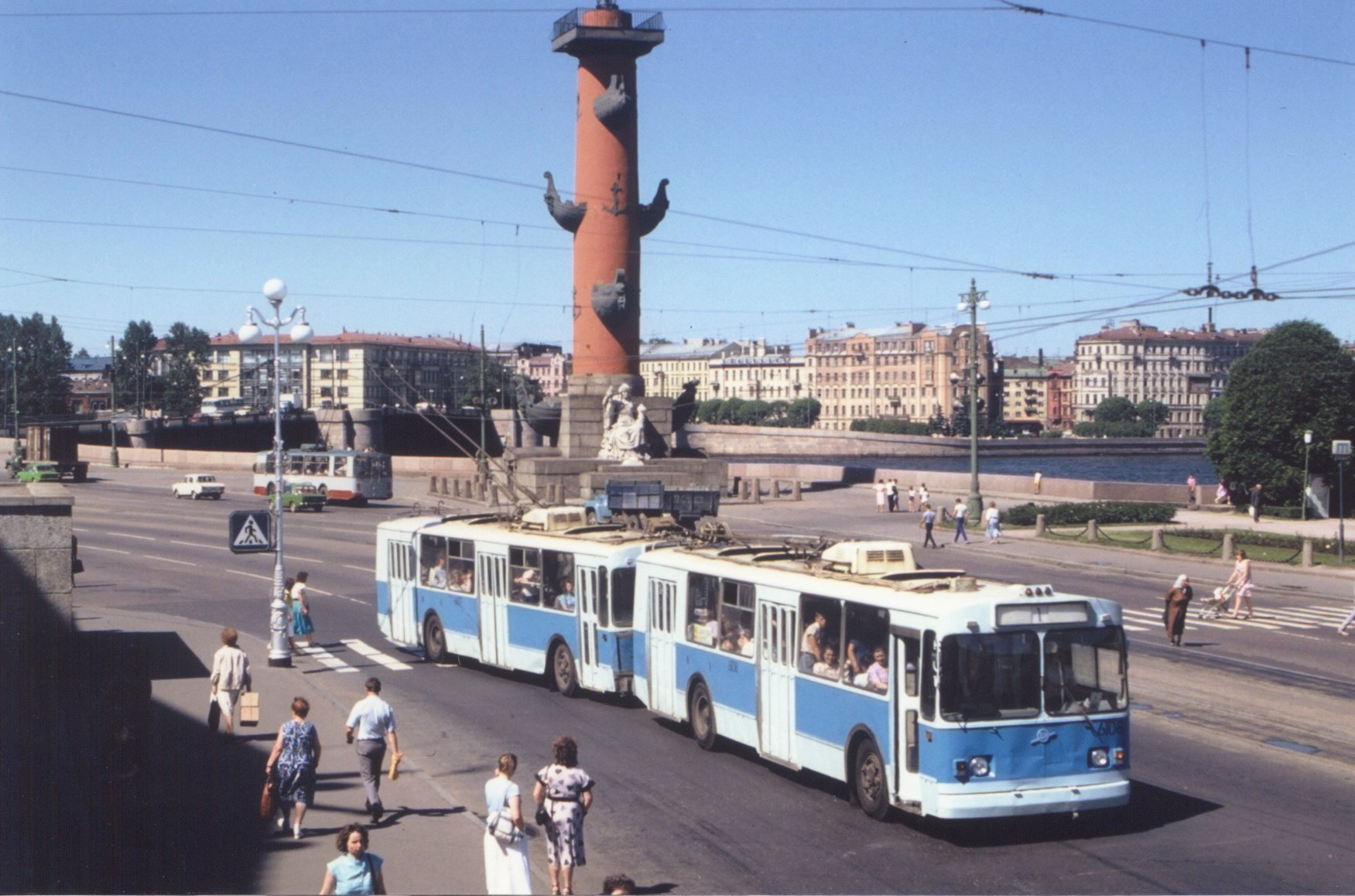
Троллейбусный поезд из двух троллейбусов ЗиУ-9 соединённых по системе Владимира Веклича, выпускавшийся заводом

В 1928 году трестом «Лентрамвай» был разработан технический проект вагоноремонтного завода № 1 (ВАРЗ) на Чугунной улице; закладка предприятия на состоялась в 1929 году. Строительство шло трудно, в ход пришлось вмешаться лично С. М. Кирову. Пуск планировался на 1 января 1934 года, но в строй завод вступил лишь весной. В 1933 году было принято решение не только ремонтировать трамваи на предприятии, но и строить их (однако название завода осталось прежним). Выпускал трамваи ЛМ (Ленинградский моторный) и ЛП (Ленинградский прицепной).
До пуска завода на Чугунной улице производство располагалось в Центральных ремонтных мастерских Трамвайного парка № 2, где в 1933 году и были построены первые четырёхосные вагоны ЛМ-33.
15 мая 1934 года состоялось открытие ВАРЗ на Чугунной улице. На церемонии выхода из цеха первого трамвая присутствовал С. М. Киров. За предвоенные годы было построено 232 моторных и столько же прицепных вагонов.
С началом Великой Отечественной войны ВАРЗ был перепрофилирован для выпуска боеприпасов и ремонта двигателей. С 1944 года вновь выпускает трамваи.
В 1966 году на заводе построен первый сочленённый шестиосный трамвай в СССР — ЛВС-66. С 1986 года начинается серийное производство сочленённых шестиосных вагонов ЛВС-86.
В 1970-80-х годах носил название завод по ремонту городского электротранспорта (ЗРГЭТ), с 1989 по 1993 годы — Ленинградский трамвайно-троллейбусный завод (ЛТТЗ).
В 1981 году, после успешного испытания троллейбусного поезда, состоящего их двух троллейбусов ЗиУ-9 соединённых по системе Владимира Веклича в Алма-Ате, на ЗРГЭТ были переданы рабочие чертежи системы и по ним была разработана конструкторская документация и началось их производство. Троллейбусные поезда изготовленные самим заводом или из его комплектующих использовались более чем в десяти городах бывшего СССР. Только в Ленинграде экономический эффект от их использования составлял 4 962 рубля на один поезд в год, а суммарный экономический эффект от их внедрения в городе на 1990 год составил 2,51 миллиона рублей (лучший результат для троллейбусных поездов ЗиУ-9 и второй для троллейбусных поездов в СССР (в Киеве 12,676 млн.руб)). На начало 1990 года ЛТТЗ произвёл только для предприятий «Ленгорэлектротранса» 111 поездов.
В 1993 году предприятие было акционировано и получило современное название — АООТ «Петербургский трамвайно-механический завод» (позже — ОАО «Петербургский трамвайно-механический завод»).
В 2000 году был разработан проект трамвая ЛМ-2000 для нужд системы Московского трамвая, который имел нестандартные для продукции ПТМЗ габариты. Был построен 1 вагон.
В 2003 году завод вошёл в группу «Дедал» и с 2005 года управлялся компанией «Дедал-Вагоны» (управляющая компания предприятий «Вагонмаш» и «Петербургский трамвайно-механический завод»).
С 2000 года по 2004 год завод разработал и производил малыми сериями одиночные троллейбусы моделей ПТЗ-210 и ПТЗ-5283 (с модификацией ПТЗ-5283Ю) необычной для отечественного троллейбусостроения 4-дверной компоновки, которые эксплуатируются в Великом Новгороде, Петрозаводске и Рязани. До августа 2023 года эксплуатировались в Санкт-Петербурге, несколько экземпляров ушли в экспозиционно-выставочный комплекс городского электрического транспорта
В июне 2006 года ПТМЗ построил опытный образец вагона ЛВС-2005, прототип новой линейки частично низкопольных вагонов.
В сентябре 2007 года завод заключил экспортный контракт с КП «Одессагорэлектротранс» на поставку 11 четырёхосных трамвайных вагонов ЛМ-99 ЭМН. Однако далее дело не пошло и вагоны не были построены.
В 2008 году началось производство и опытная эксплуатация трамвая модели ЛМ-2008. В этом же году завод судился по поводу возможного нарушения авторских прав на изобретение с автором токоприемника ТПБ, устанавливавшегося на модели ЛМ-99 и ЛМ-2008.
В апреле 2008 года завод выиграл открытый конкурс на поставку трамвайных вагонов для государственных нужд Петербурга. Заключение контракта анонсировано на конец апреля, предполагается заключить два контракта на общую сумму более 645 млн рублей. Из заказанных ГУП «Горэлектротранс» 45 вагонов:
- 16 шестиосных вагонов модели 71-152,
- 29 четырёхосных вагонов модели 71-134А.

Летом 2008 года ПТМЗ выиграл конкурс на поставку двух трёхсекционных вагонов вместимостью по 350 человек для второй очереди Волгоградского скоростного трамвая. Первый экземпляр был выпущен в декабре 2008 года, второй — в мае 2009 года.
Летом 2008 года петербургскими чиновниками было заявлено, что в 2009 году ПТМЗ может лишиться права поставки трамваев для Санкт-Петербурга, так как продукция завода вызывает ряд нареканий, однако этого не состоялось. Летом 2009 года было поставлено 9 четырёхосных вагонов модели ЛМ-2008 в Петербург и один односторонний восьмиосный вагон модели 71-154М в Киев. Осенью состоялась поставка ЛМ-2008 в Москву и ЛВС-2005 в Барнаул. Зимой — ЛМ-2008 в Москву, Санкт-Петербург и Донецк.
В 2011 году было объявлено о строительстве на площадке ПТМЗ нового производственного комплекса специально для серийного выпуска вагонов метро и трамваев нового поколения.
В октябре 2012 года завод отправил 2 вагона ЛМ-2008 в Мариуполь. Это были последние вагоны, выпущенные на ПТМЗ.
7 мая 2013 года по решению Арбитражного суда Санкт-Петербурга и Ленинградской области ПТМЗ признан банкротом. Имущество завода в июне 2014 года продано на торгах за 992 млн руб.
В 2014 году территорию завода продали под застройку.
31 марта 2015 года в производственном одноэтажном кирпичном здании размером 30×40 м произошло возгорание. Летом этого же года цех был снесён.
В 2015 году на территории завода производились сдача в аренду помещений, вывоз оставшегося оборудования и металлолома. Ранее планировалось разместить в бывших цехах завода овощехранилище.
По состоянию на май 2016 года здания завода частично разрушены, недостроенные вагоны для Волгограда и Санкт-Петербурга утилизированы.
К началу 2018 года половина остававшихся цехов была снесена. В первые месяцы 2018 года были снесены бывший малярный цех, кузнечный цех, в результате чего от некогда обширных цехов осталась лишь совсем незначительная часть.
В сентябре 2023 года стало известно о планах строительства на территории бывшего завода электродепо для будущей Кольцевой линии метрополитена.

## Трамвайные вагоны производства завода
| Наименование              | Годы выпуска                   | Количество                                     | Тип                                                           |
| ------------------------- | ------------------------------ | ---------------------------------------------- | ------------------------------------------------------------- |
| ЛМ-33/ЛП-33               | 1933—1940                      | 232/226                                        | Мотор+прицеп                                                  |
| ЛМ-36/ЛП-36               | 1936                           | 1/1                                            | Мотор+прицеп, опытный, т.н. «Голубой экспресс»                |
| ЛМ-47/ЛП-47               | 1948—1949                      | 43/42                                          | Мотор+прицеп                                                  |
| ЛМ-49/ЛП-49               | 1949—1960/1949—1960, 1965—1968 | 400/375                                        | Мотор+прицеп                                                  |
| ЛМ-57                     | 1957—1969                      | 1038                                           |                                                               |
| ЛВС-66                    | 1966—1968                      | 4                                              | Опытные первые в СССР сочлененные трамваи                     |
| ЛМ-67                     | 1967                           | 1                                              | ЛМ-57 в угловатом кузове, опытная модель                      |
| ЛМ-68                     | 1968—1975                      | 663                                            |                                                               |
| ЛМ-68М (71-68М)           | 1973—1988                      | 2109                                           |                                                               |
| РС-78                     | 1978—1996                      | 3                                              | Рельсосварочный вагон                                         |
| ЛВС-80                    | 1980—1984                      | 4                                              |                                                               |
| ЛП-83                     | 1983                           | 1                                              | Прицепной вагон к ЛМ-68М                                      |
| ЛВС-86 (71-86)            | 1987—1997                      | 473                                            |                                                               |
| 71-88Г                    | 1988—1993                      | 13                                             | Двухсторонняя версия вагона ЛМ-68М со строением кузова ЛВС-86 |
| ЛВС-89                    | 1989                           | 1                                              | Опытный трёхсекционный                                        |
| ЛВСГ-90                   | 1990                           | 1                                              | Грузовой                                                      |
| ЛМ-93 (71-132)            | 1993—1999                      | 80                                             | Модифицированный ЛМ-68М                                       |
| ЛВС-93 (71-139)           | 1993—1994                      | 2                                              | Трёхсекционный, одно- и двухсторонний                         |
| ЛВС-97 (71-147/71-151А)   | 1997—2004                      | 50 (1 вагон был создан на базе другого ЛВС-97) | 4 модификации, в том числе полунизкопольная                   |
| ЛМ-99 (71-134)            | 1999—2012                      | 325                                            | 7 модификаций, в том числе полунизкопольные                   |
| ЛМ-2000 (71-135)          | 2001                           | 1                                              | Опытный вагон с габаритами Татры Т3                           |
| ЛВС-2005 (71-152)         | 2006—2009                      | 26                                             |                                                               |
| ЛМ-2008 (71-153/71-153.3) | 2008—2012                      | 62                                             | 71-153.3 может работать по СМЕ, в отличие от 71-153           |
| ЛВС-2009 (71-154)         | 12.2008—2012                   | 10                                             | Двусторонний трёхсекционный                                   |
| ЛВС-2009 (71-154М)        | 2009                           | 1                                              | Односторонний трёхсекционный                                  |